# Championnats d'Europe de patinage artistique 1957
Navigation
Édition précédente Édition suivante
Les championnats d'Europe de patinage artistique 1957 ont lieu du 14 au 16 février 1957 à la patinoire extérieure de Vienne en Autriche.  

## Qualifications
Les patineurs sont éligibles à l'épreuve s'ils représentent une nation européenne membre de l'Union internationale de patinage (International Skating Union en anglais). Les fédérations nationales sélectionnent leurs patineurs en fonction de leurs propres critères.
L'Union internationale de patinage autorise chaque pays à avoir de une à quatre inscriptions par discipline. 

## Podiums
| Épreuves                            | Or                               | Argent                          | Bronze                              |
| ----------------------------------- | -------------------------------- | ------------------------------- | ----------------------------------- |
| Messieurs résultats détaillés       | Alain Giletti                    | Karol Divín                     | Michael Booker                      |
| Dames résultats détaillés           | Hanna Eigel                      | Ingrid Wendl                    | Hanna Walter                        |
| Couples résultats détaillés         | Věra Suchánková / Zdeněk Doležal | Marianna Nagy / László Nagy     | Marika Kilius / Franz Ningel        |
| Danse sur glace résultats détaillés | June Markham / Courtney Jones    | Barbara Thompson / Gerard Rigby | Catherine Morris / Michael Robinson |

## Tableau des médailles
| Rang  | Nation               | Or | Argent | Bronze | Total |
| ----- | -------------------- | -- | ------ | ------ | ----- |
| 1     | Royaume-Uni          | 1  | 1      | 2      | 4     |
| 2     | Autriche             | 1  | 1      | 1      | 3     |
| 3     | Tchécoslovaquie      | 1  | 1      | 0      | 2     |
| 4     | France               | 1  | 0      | 0      | 1     |
| 5     | Hongrie              | 0  | 1      | 0      | 1     |
| 6     | Allemagne de l'Ouest | 0  | 0      | 1      | 1     |
| Total | Total                | 4  | 4      | 4      | 12    |

## Détails des compétitions

### Messieurs
| Rang | Nom                   | Nation               | Places | Points | Fig. impo. | Prog. libre |
| ---- | --------------------- | -------------------- | ------ | ------ | ---------- | ----------- |
| 1    | Alain Giletti         | France               |        |        | 1          | 2           |
| 2    | Karol Divín           | Tchécoslovaquie      |        |        | 2          | 1           |
| 3    | Michael Booker        | Royaume-Uni          |        |        |            |             |
| 4    | Alain Calmat          | France               |        |        |            |             |
| 5    | Norbert Felsinger     | Autriche             |        |        |            |             |
| 6    | Hans-Jürgen Bäumler   | Allemagne de l'Ouest |        |        |            |             |
| 7    | Manfred Schnelldorfer | Allemagne de l'Ouest |        |        |            |             |
| 8    | Lev Mikhailov         | Union soviétique     |        |        |            |             |
| 9    | Karl Bohringer        | Autriche             |        |        |            |             |
| 10   | Hanno Stroher         | Autriche             |        |        |            |             |
| 11   | Valentin Zakharov     | Union soviétique     |        |        |            |             |
| 12   | Oleg Simantovski      | Union soviétique     |        |        |            |             |
| 13   | Igor Persiantsev      | Union soviétique     |        |        |            |             |
| 14   | Peter Jonas           | Autriche             |        |        |            |             |
| 15   | Pavel Frohler         | Tchécoslovaquie      |        |        |            |             |
| 16   | Boguslav Hnatyszyn    | Pologne              |        |        |            |             |

### Dames
| Rang | Nom                  | Nation               | Places | Points | Fig. impo. | Prog. libre |
| ---- | -------------------- | -------------------- | ------ | ------ | ---------- | ----------- |
| 1    | Hanna Eigel          | Autriche             |        |        |            |             |
| 2    | Ingrid Wendl         | Autriche             |        |        |            |             |
| 3    | Hanna Walter         | Autriche             |        |        |            |             |
| 4    | Diana Clifton-Peach  | Royaume-Uni          |        |        |            |             |
| 5    | Erica Batchelor      | Royaume-Uni          |        |        |            |             |
| 6    | Ilse Musyl           | Autriche             |        |        |            |             |
| 7    | Patricia Pauley      | Royaume-Uni          |        |        |            |             |
| 8    | Jindřiška Kramperová | Tchécoslovaquie      |        |        |            |             |
| 9    | Emma Giardini        | Italie               |        |        |            |             |
| 10   | Ina Bauer            | Allemagne de l'Ouest |        |        |            |             |
| 11   | Eszter Jurek         | Hongrie              |        |        |            |             |
| 12   | Jitka Hlaváčková     | Tchécoslovaquie      |        |        |            |             |
| 13   | Jana Mrázková        | Tchécoslovaquie      |        |        |            |             |
| 14   | Veta Zajicková       | Tchécoslovaquie      |        |        |            |             |
| 15   | Dany Rigoulot        | France               |        |        |            |             |
| 16   | Carla Tichatschek    | Italie               |        |        |            |             |
| 17   | Maryvonne Huet       | France               |        |        |            |             |
| 18   | Helga Zöllner        | Hongrie              |        |        |            |             |
| 19   | Anna Galmarini       | Italie               |        |        |            |             |
| 20   | Gitta Hagler         | Allemagne de l'Ouest |        |        |            |             |
| 21   | Gabriele Weisert     | Allemagne de l'Ouest |        |        |            |             |
| 22   | Grete Borgen         | Norvège              |        |        |            |             |
| 23   | Anna Karine Dehle    | Norvège              |        |        |            |             |
| 24   | Bjørg Olsen          | Norvège              |        |        |            |             |

### Couples
| Rang | Nom                                      | Nation               | Places | Points |
| ---- | ---------------------------------------- | -------------------- | ------ | ------ |
| 1    | Věra Suchánková / Zdeněk Doležal         | Tchécoslovaquie      |        |        |
| 2    | Marianna Nagy / László Nagy              | Hongrie              |        |        |
| 3    | Marika Kilius / Franz Ningel             | Allemagne de l'Ouest |        |        |
| 4    | Liesl Ellend / Konrad Lienert            | Autriche             |        |        |
| 5    | Joyce Coates / Anthony Holles            | Royaume-Uni          |        |        |
| 6    | Nina Bakusheva / Stanislav Zhuk          | Union soviétique     |        |        |
| 7    | Diana Hinko / Heinz Döpfl                | Autriche             |        |        |
| 8    | Eszter Jurek / Miklos Kucharowitz        | Hongrie              |        |        |
| 9    | Hana Dvoraková / Karol Vosátka           | Tchécoslovaquie      |        |        |
| 10   | Rita Paucka / Peter Kwiet                | Allemagne de l'Ouest |        |        |
| 11   | Barbara Jankowska / Zygmond Kaczmarczyk  | Pologne              |        |        |
| 12   | Rosuitha Mauerhofer / Günther Mauerhofer | Allemagne de l'Est   |        |        |
| 13   | Colette Tarozzi / Jean Vivès             | France               |        |        |

### Danse sur glace
| Rang | Nom                                     | Nation               | Places | Points | Danses imposées | Danse libre |
| ---- | --------------------------------------- | -------------------- | ------ | ------ | --------------- | ----------- |
| 1    | June Markham / Courtney Jones           | Royaume-Uni          |        |        |                 | 1           |
| 2    | Barbara Thompson / Gerard Rigby         | Royaume-Uni          |        |        |                 |             |
| 3    | Catherine Morris / Michael Robinson     | Royaume-Uni          |        |        |                 |             |
| 4    | Bona Giammona / Giancarlo Sioli         | Italie               |        |        |                 |             |
| 5    | Sigrid Knake / Günther Koch             | Allemagne de l'Ouest |        |        |                 |             |
| 6    | Christiane Elien / Claude Lambert       | France               |        |        |                 |             |
| 7    | Edith Peikert / Hans Kutschera          | Autriche             |        |        |                 |             |
| 8    | Adriana Giuggiolini / Germano Ceccatini | Italie               |        |        |                 |             |
| 9    | Lucia Zorn / Rudolf Zorn                | Autriche             |        |        |                 |             |
| 10   | Karin Weber / Herbert Beyer             | Allemagne de l'Ouest |        |        |                 |             |
| 11   | Rita Paucka / Peter Kwiet               | Allemagne de l'Ouest |        |        |                 |             |
| 12   | Brigitte Gröger / Alois Mitterhuber     | Autriche             |        |        |                 |             |
| 13   | Christine Paschoud / Charles Pichard    | Suisse               |        |        |                 |             |
| 14   | Anna Bursche-Linder / Leon Osadnik      | Suisse               |        |        |                 |             |